# Liste der Biografien/Eit
Liste der Biografien |
Portal Biografien |
Personensuche
# |
A |
B |
C |
D |
E |
F |
G |
H |
I |
J |
K |
L |
M |
N |
O |
P |
Q |
R |
S |
T |
U |
V |
W |
X |
Y |
Z |
?
 
Ea |
Eb |
Ec |
Ed |
Ee |
Ef |
Eg |
Eh |
Ei |
Ej |
Ek |
El |
Em |
En |
Eo |
Ep |
Eq |
Er |
Es |
Et |
Eu |
Ev |
Ew |
Ex |
Ey |
Ez
 
Eia |
Eib |
Eic |
Eid |
Eie |
Eif |
Eig |
Eih |
Eij |
Eik |
Eil |
Eim |
Ein |
Eip |
Eir |
Eis |
Eit |
Eiv |
Eix |
Eiy |
Eiz
Die Liste der Biografien führt alle Personen auf, die in der deutschsprachigen Wikipedia einen Artikel haben. Dieses ist eine Teilliste mit 86 Einträgen von Personen, deren Namen mit den Buchstaben „Eit“ beginnt.

## Eit

### Eita
- Eita (* 1982), japanischer Schauspieler
- Eitam, Ephraim (* 1952), israelischer Politiker
- Eitan, Michael (1944–2024), israelischer Politiker und Minister
- Eitan, Rafael (1929–2004), israelischer General und Mitglied der Knesset
- Eitan, Rafi (1926–2019), israelischer Politiker und ehemaliger Chef des Geheimdienstes Lakam

### Eitb
- Eitberger, Dajana (* 1991), deutsche Rennrodlerin

### Eite
- Eitel Friedrich I. († 1439), Adliger der schwäbischen Linie der Hohenzollern
- Eitel Friedrich II. († 1512), Adliger der schwäbischen Linie der Hohenzollern
- Eitel Friedrich II. (1601–1661), Fürst von Hohenzollern-Hechingen
- Eitel Friedrich III. (1494–1525), Graf von Hohenzollern (1512–1525)
- Eitel Friedrich IV. (1545–1605), Graf von Hohenzollern-Hechingen
- Eitel Friedrich von Preußen (1883–1942), preußischer Generalmajor, Herrenmeister des JohanniterordensEitel Friedrich von Preußen (1883–1942)

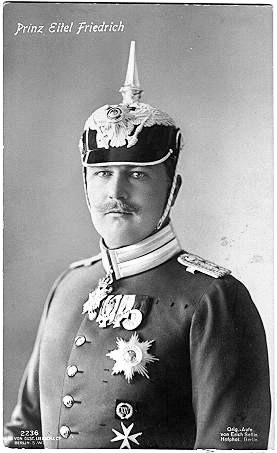
Eitel Friedrich von Preußen (1883–1942)

- Eitel Friedrich von Zollern (1454–1490), Adliger der schwäbischen Linie der Hohenzollern und holländischer Admiral
- Eitel, Albert (1866–1934), deutscher Architekt
- Eitel, Albert (1887–1962), deutscher Landrat
- Eitel, Anton (1841–1928), deutscher Kupferstecher
- Eitel, Anton (1882–1966), deutscher Historiker
- Eitel, Bernhard (* 1959), deutscher Geograph und Hochschullehrer, Rektor der Ruprecht-Karls-Universität HeidelbergBernhard Eitel (* 1959)

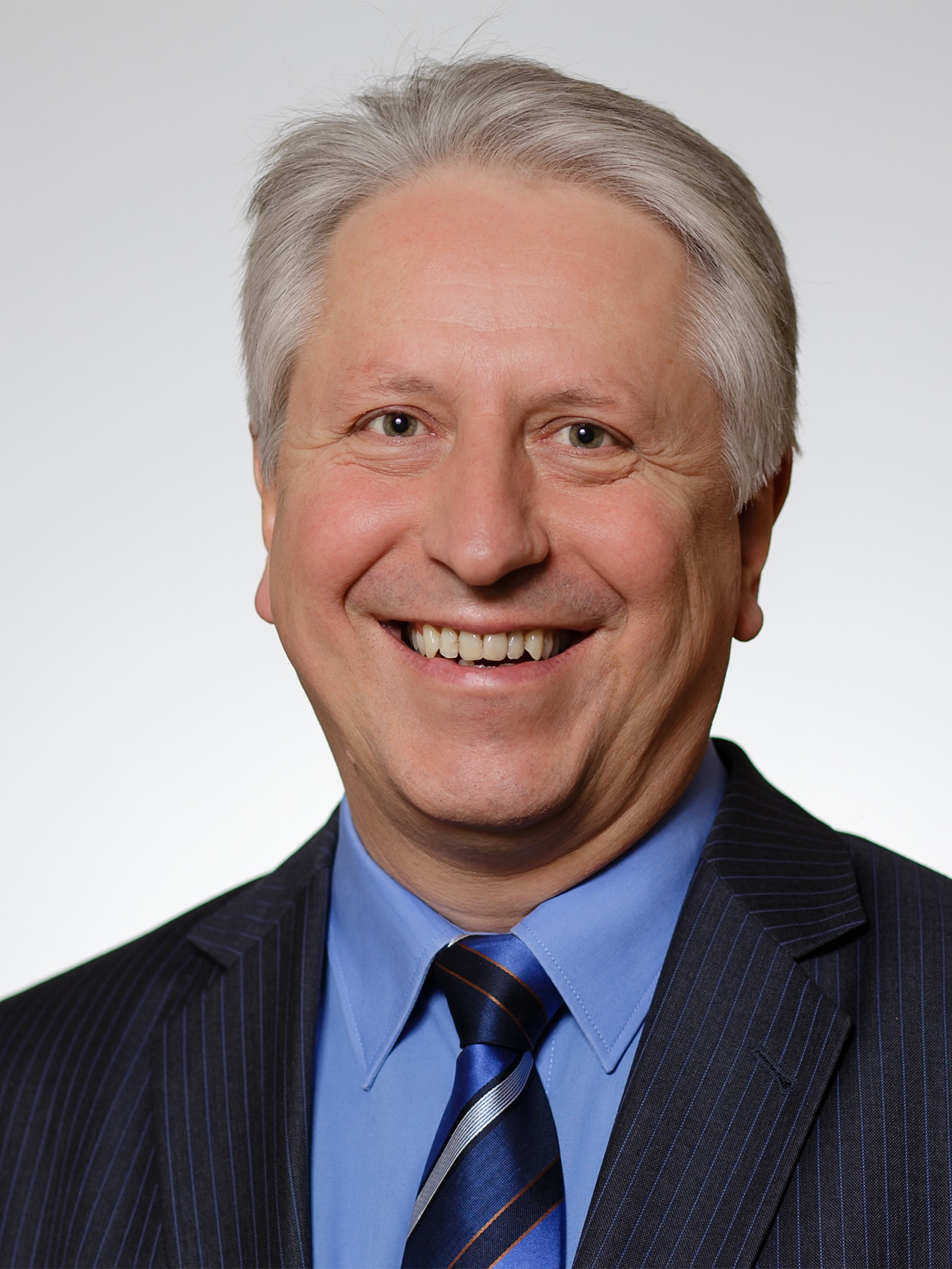
Bernhard Eitel (* 1959)

- Eitel, Berthold (1895–1989), deutscher evangelischer Pfarrer
- Eitel, Emil (1865–1948), deutscher Hotel- und Gastronomieunternehmer in Chicago
- Eitel, Ernst Johann (1838–1908), deutscher Missionar
- Eitel, Henrik (* 1977), deutscher Politiker (CDU) und politischer Beamter
- Eitel, Karl (1871–1954), deutscher Hotel- und Gastronomieunternehmer in Chicago
- Eitel, Max (1882–1954), deutscher Gastronomieunternehmer in Chicago
- Eitel, Otto (1909–2000), deutscher Leichtathlet
- Eitel, Otto K. (1901–1983), deutschstämmiger Hotelmanager in Chicago
- Eitel, Paul (* 1957), Schweizer Jurist, Anwalt und Hochschullehrer
- Eitel, Peter (* 1938), deutscher Historiker und Archivar
- Eitel, Robert (1877–1948), deutscher Gastronomieunternehmer in Chicago
- Eitel, Tim (* 1971), deutscher Maler
- Eitel, Tono (1933–2017), deutscher Diplomat und Rechtswissenschaftler
- Eitel, Viktor Adolf (1845–1924), siebenbürgischer Theologe und Politiker
- Eitelberger, Jeanette (1838–1909), österreichische Frauenrechtlerin
- Eitelberger, Rudolf (1817–1885), österreichischer Kunsthistoriker
- Eiteljörge, Albert (1864–1941), deutscher Heimatforscher
- Eiteljörge, Herbert (1934–2014), deutscher Fußballtorwart
- Eitemüller, Frank (* 1956), deutscher Fußballspieler
- Eiter, Angela (* 1986), österreichische Kletterin
- Eiter, Nicolas (* 1996), deutscher Fußballspieler
- Eiter, Robert (* 1960), österreichischer Antifaschist, Vorsitzender und Mitbegründer der Welser Initiative gegen Faschismus (Antifa)
- Eiterer, Wendelin (1819–1909), österreichischer Politiker, Abgeordneter zum Tiroler Landtag

### Eith
- Eithun, Bård G. (* 1974), norwegischer SchlagzeugerBård G. Eithun (* 1974)

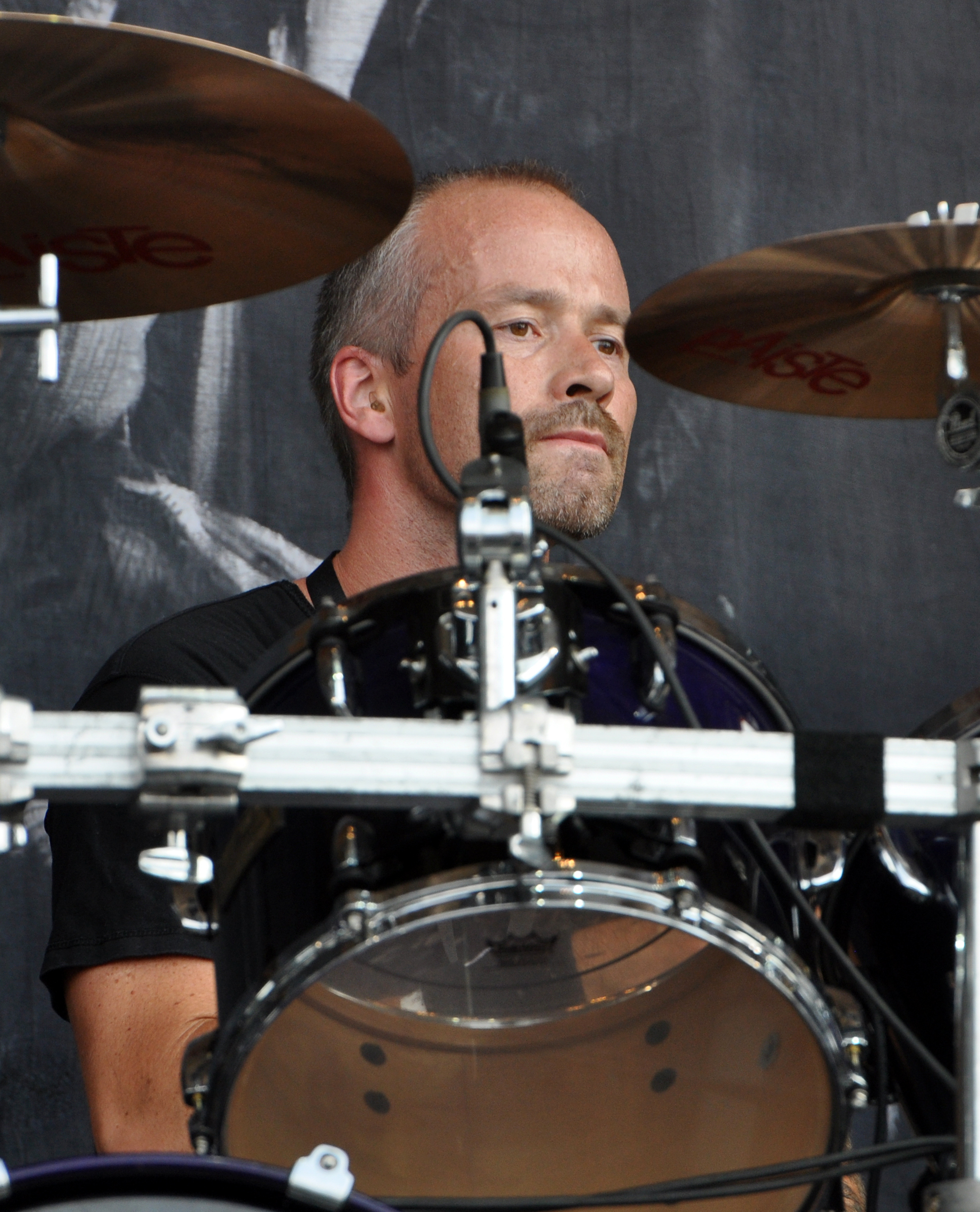
Bård G. Eithun (* 1974)

- Eithun, Geir (* 1979), norwegischer Beachvolleyballspieler

### Eiti
- Eiting, Carel (* 1998), niederländischer Fußballspieler
- Eitinger, Leo (1912–1996), tschechoslowakisch-norwegischer Psychiater
- Eitingon, Chaim (1857–1932), Rauchwaren-Händler und Stifter in Leipzig
- Eitingon, Max (1881–1943), Arzt und Psychoanalytiker
- Eitingon, Motty (1885–1956), russisch-amerikanischer Pelzgroßhändler
- Eitingon, Naum Isaakowitsch (1899–1981), sowjetischer Geheimdienstoffizier
- Eitink, Marie (1925–2018), niederländische Bildhauerin

### Eitl
- Eitle, Gottlob (1854–1881), deutscher Präzeptoratsverweser, Lehrer und sozialistischer Publizist
- Eitle, Ruth (1924–1989), deutsche Malerin
- Eitle, Werner (* 1959), deutscher Sozialpädagoge und Kinder- und Jugendpsychotherapeut
- Eitler, Anton (1882–1957), österreichischer Politiker (SDAP), Landtagsabgeordneter
- Eitler, Estéban (1913–1960), österreichisch-chilenischer Komponist

### Eitm
- Eitmonė, Regina (* 1961), litauische Politikerin

### Eitn
- Eitner, Albrecht (1903–1944), deutscher Rechtsanwalt und Notar, Abwehroffizier im Generalgouvernement
- Eitner, Charlie (* 1952), deutscher Fusionmusiker
- Eitner, Christian (* 1966), deutscher Komponist, Musiker und Musikproduzent
- Eitner, Ernst (1867–1955), deutscher Maler des Impressionismus
- Eitner, Felix (* 1967), deutscher Schauspieler
- Eitner, Gertrud (1880–1955), deutsche Lehrerin und Politikerin (CSVD), MdR
- Eitner, Gustav (1835–1905), deutscher Gymnasialdirektor und Turnpädagoge
- Eitner, Karl (1805–1884), deutscher Schriftsteller und Übersetzer
- Eitner, Lorenz (1919–2009), österreichischer Kunsthistoriker, Museumsdirektor der Stanford University
- Eitner, Martha (1851–1912), deutsche Schriftstellerin
- Eitner, Robert (1832–1905), deutscher Musikwissenschaftler, Quellenforscher, Bibliograph
- Eitner, Wilhelm (1843–1921), österreichischer Chemiker
- Eitner-Acheampong, Martina (* 1960), deutsche Schauspielerin und Theaterregisseurin

### Eitr
- Eitrem, Samson (1872–1966), norwegischer klassischer Philologe und Religionswissenschaftler
- Eitrem, Sander (* 2002), norwegischer Eisschnellläufer

### Eits
- Eitschberger, Julian (* 2004), deutscher FußballspielerJulian Eitschberger (* 2004)

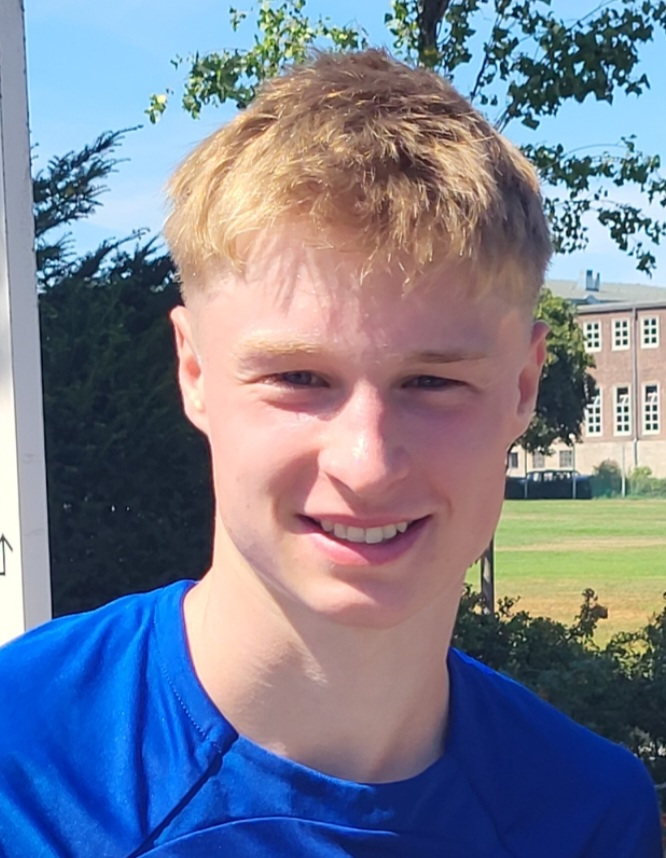
Julian Eitschberger (* 2004)

### Eitu
- Eitutis, Tomas (* 1981), litauischer Handballspieler

### Eitz
- Eitz, Carl (1848–1924), deutscher Akustiker und Musikpädagoge
- Eitz, Johann Hinrich (1779–1870), deutscher Bauunternehmer, MdBB
- Eitz, Manfred (* 1943), deutscher Fußballtorwart
- Eitzen, Paul von (1521–1598), Theologe und Reformator
- Eitzenberger, Josef (1905–1978), österreichischer Fernlenk- und Radarspezialist
- Eitzenberger, Wilhelm von (1875–1956), bayerischer Offizier, Ehrenbürger von Bayreuth
- Eitzenhöfer, Ute (* 1969), deutsche Goldschmiedin, Schmuckdesignerin, Autorin und Professorin für Edelsteindesign
- Eitzert, Dirk (* 1968), deutscher Fußballspieler
- Eitzert, Rosemarie (* 1939), deutsche Jugendbuch-Autorin
- Eitzing, Elisabeth von (1397–1466), österreichische Adlige
- Eitzinger, Franz (* 1930), österreichischer Politiker (SPÖ), oberösterreichischer Landtagsabgeordneter
- Eitzinger, Philipp (* 1990), österreichischer Motorradrennfahrer
- Eitzinger, Rainer (* 1983), österreichischer Tennisspieler